# Саннолыжный
Саннолы́жный — посёлок в Усольском районе Иркутской области России. Входит в состав Тельминского муниципального образования.

## География
Посёлок находится на расстоянии примерно 15 км к юго-западу от Белореченского, административного центра района.

## Население
| 2002 | 2010 | 2011 | 2012 |
| ---- | ---- | ---- | ---- |
| 40   | ↘39  | →39  | ↗40  |

### Половой состав
По данным Всероссийской переписи, в 2010 году в посёлке проживало 39 человек (20 мужчин и 19 женщин).